# 서비스형 플랫폼
서비스형 플랫폼(Platform as a Service, PaaS)은 클라우드 컴퓨팅 서비스 분류 중 하나다. 일반적으로 앱을 개발하거나 구현할 때, 관련 인프라를 만들고 유지보수하는 복잡함 없이 애플리케이션을 개발, 실행, 관리할 수 있게 하는 플랫폼을 제공한다. SaaS의 개념을 개발 플랫폼에도 확장한 방식으로, 개발을 위한 플랫폼을 구축할 필요 없이, 필요한 개발 요소를 웹에서 쉽게 빌려쓸 수 있게 하는 모델이다.
구글이나 네이버, 다음 등에서 제공하는 공개 API가 PaaS의 일종이다. 구글의 '앱 엔진'이나 Bungee Labs의 '번지커넥트' 등은 직접 온라인 서비스를 개발에서 배포, 관리까지 할 수 있는 플랫폼을 제공하고 있다.
애플리케이션을 개발, 실행, 관리할 수 있게 하는 플랫폼 영역을 세개로 분류하면 컨테이너 서비스영역, 컨테이너 운영관리 영역, IaaS 인프라 영역으로 구분하여 제공할 수 있다.

## 종류
- 퍼블릭, 프라이빗, 하이브리드
- 모바일 PaaS
- 오픈 PaaS
- 고속 개발을 위한 PaaS
- 시스템 타입
  - 애드온 개발 기능
  - 독립 환경
  - 애플리케이션 배급 전용 환경

## 같이 보기
- 클라우드 컴퓨팅